# 海莉·麥克萊尼
海莉·麥克萊尼（英語：Haylie McCleney，1994年7月11日—）是一名出生於美國阿拉巴馬州的壘球選手，司職外野手。她曾隨隊參加2020年夏季奧林匹克運動會壘球比賽，結果獲得銀牌。

## 外部連結
- 海莉·麥克萊尼的Facebook專頁
- 海莉·麥克萊尼的X（前Twitter）
- 海莉·麥克萊尼的Instagram帳戶